# Ludwig Leichhardt

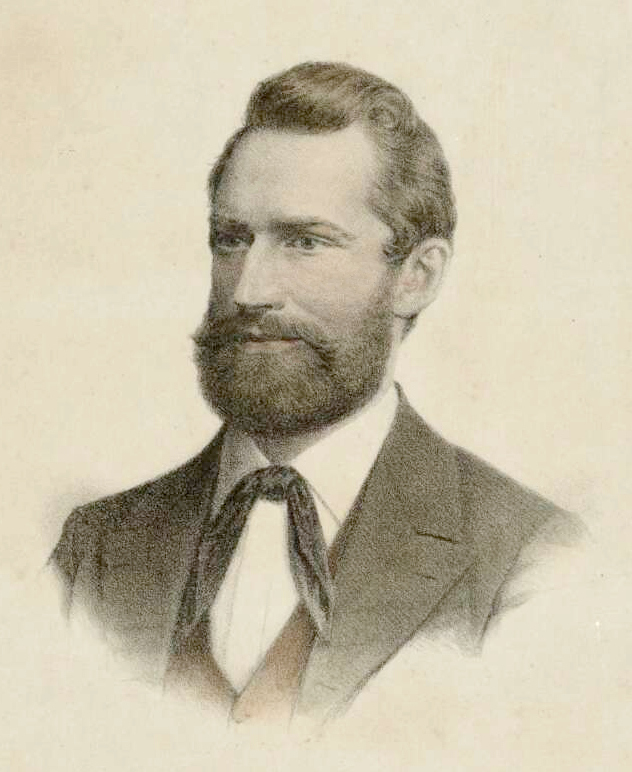
Ludwig Leichhardt

Friedrich Wilhelm Ludwig Leichhardt (Trebatsch, 23 oktober 1813 - Australië, 1848) was een Pruisisch ontdekkingsreiziger die drie reizen naar het binnenland van Australië maakte, maar op zijn derde reis verdween. Leichhardt had biologie gestudeerd in Berlijn en Göttingen. Hij was niet komen opdagen op zijn verplichte dienstplicht, en gold derhalve als deserteur toen hij in 1842 in Australië aankwam.
In 1844 vertrok hij voor zijn eerste expeditie, zelf gefinancierd, waarin hij probeerde een landverbinding te vinden tussen Sydney en Port Essington, een toenmalige kolonie in Arnhemland. Hij vertrok vanaf Moreton Bay bij Brisbane, stak het Groot Australisch Scheidingsgebergte over, ontdekte de Mackenzie-rivier en bereikte de Mitchell-rivier, waar hij zich realiseerde dat hij te ver noordelijk was gekomen.

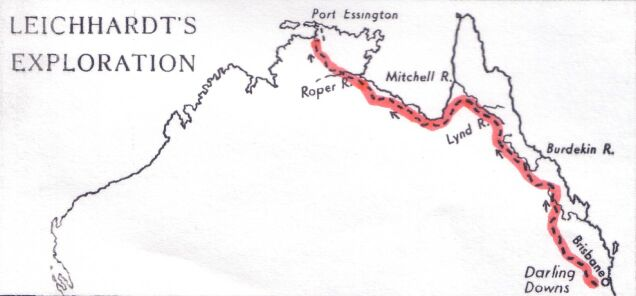
de route van Leichhardts eerste expeditie

Een van zijn mannen werd gedood en twee werden verwond bij een aanval van Aboriginals. Hij volgde langzaam de kust van de Golf van Carpentaria, gaf veel rivieren hun naam en bereikte uiteindelijk Port Essington. De expeditie was slecht uitgevoerd: het proviand was al vroeg op, er was te weinig mogelijkheid om water mee te nemen, Leichhardt had weinig leiderschap en zijn navigatie was beroerd (eens berekende hij dat hij zich 30 km uit de kust in zee bevond). Desondanks gold zijn expeditie als een van de grootste successen in de Australische ontdekkingsgeschiedenis, omdat hij ruimschoots geschikt grasland had gevonden. De Pruisische regering verleende hem gratie van zijn desertie.
In december 1846 vertrok Leichhardt vanuit Sydney voor een tweede reis. Dit keer had hij nog grootsere plannen: hij wilde Australië volledig oversteken, noordwaarts naar Arnhemland en vervolgens westwaarts en zuidwaarts naar Perth. Na zes maanden brak hij de expeditie af; hij had nog geen 800 kilometer afgelegd en kwam niet verder dan Peak Range.
Leichhardt vertrok in 1848 met de bedoeling om Australië van oost naar west over te trekken. Hij werd na zijn vertrek vanaf de Condamine River niet meer teruggezien. Omdat verwacht werd dat zijn expeditie zeker twee jaar zou duren, duurde het tot 1851 voor de eerste zoekexpedities werden uitgezonden. Leichhardt werd niet teruggevonden, al wordt vermoed dat een tweetal kampen die langs de Barcoo werden gevonden van zijn expeditie zijn geweest. Wat er daarna gebeurd is, is nooit bekend geworden.